# Spyro Gyra
Spyro Gyra is een Amerikaanse fusionband uit Buffalo (New York).
De groep is in halverwege de jaren 1970 opgericht door altsaxofonist Jay Beckenstein.
De fusie die de groep speelt is ontstaan uit diverse stijlen: smooth jazz, Rhythm-and-blues, salsamuziek, soul, funk, enzovoorts. De bekendste nummers van de groep zijn "Morning Dance", "Shaker Song" en "Song For Lorraine". Eerste en laatste zijn ook afkomstig van het bekendste album van de groep, Morning dance uit 1979. Diverse nummers zijn ook gebruikt in televisieprogramma's van Van Kooten en De Bie.

## Bandleden

### Huidige leden
Momenteel bestaat de groep uit onder andere:
- Jay Beckenstein, altsax
- Julio Fernandez, gitaar
- Tom Schuman, toetsen
- Scott Ambush, basgitaar
- Lionel Cordew, percussie

### Oud leden
- Jeremy Wall, toetsen
- Dave Samuels, vibrafoon
- Rubens Bassini, percussie
- Gerardo Velez, drums/percussie
- Jim Kurzdorfer, bassist
- David Wofford, bassist
- Richie Morales, drums
- Manolo Badrena, percussie
- Kim Stone, bassist
- Roberto Vally, bassist
- Jay Azzolina, gitarist
- Roger Squitero, percussie
- Marc Quiñones, percussie
- Joel Rosenblatt, drums
- Alex Ligertwood, vocalen
- Ludwig Afonso, drums
- Chet Catallo, gitarist

## Discografie

### Albums
- 1977: Spyro Grya
- 1979: Morning dance
- 1980: Carnaval
- 1980: Catching the sun
- 1981: Freetime
- 1982: Incognito
- 1983: City kids
- 1984: Access all areas (livealbum)
- 1985: Alternating currents
- 1986: Breakout
- 1987: Stories without words
- 1988: Rites of summer
- 1989: Point of view
- 1990: Fast forward
- 1992: Three wishes
- 1993: Dreams beyond control
- 1995: Love & other obsessions
- 1996: Heart of the night
- 1997: 20/20
- 1998: Road scholars (livealbum)
- 1999: Got the magic
- 2001: In modern times
- 2003: Original cinema
- 2004: The deep end
- 2006: Wrapped in a dream
- 2007: Good to Go-Go
- 2008: A night before Christmas
- 2009: Down The Wire
- 2011: A foreign affair
- 2013: The Rhinebeck Sessions
- 2019: Vinyl Tap

### Compilaties
- 1991: Collection
- 1998: The Best of Spyro Gyra - The first ten years
- 2002: The Very Best of Spyro Gyra